# David Brewer (Ornithologe)
Arthur David Brewer (* 14. November 1941 in Evesham, Worcestershire, England) ist ein kanadischer Ornithologe und Chemiker britischer Herkunft.

## Leben
Brewer wuchs in der Grafschaft Surrey auf. Im Alter von 11 Jahren begann seine Leidenschaft für die Vogelbeobachtung. An seiner High School war er Mitglied in zwei Vogelklubs. Im Alter von 14 Jahren fing Brewer an, Vögel zu beringen, und mit 17 Jahren erwarb er eine Master-Beringungsbescheinigung vom British Trust for Ornithology. Nach einem Bachelor of Arts (1963) und Master of Arts (1967) in den Naturwissenschaften an der University of Cambridge wurde Brewer zum Ph.D. (ebenfalls 1967) in heterozyklischer Chemie an der University of Strathclyde in Glasgow promoviert. Von 1967 bis 1968 erhielt er ein Postdoc-Stipendium in Chemie an der University of Arizona.
Er unternahm viele Reisen nach Mexiko und Zentralamerika und brachte sich autodidaktisch Spanisch bei.
Im August 1968 wanderte er nach Kanada aus, um dort in der Agrarchemie zu forschen. Aus anfänglichen zwei Jahren wurde ein lebenslanger Aufenthalt, was seiner Karriere sehr förderlich war. Im Rahmen seiner beruflichen Tätigkeit an den Uniroyal Chemical Research Laboratories in Guelph veröffentlichte Brewer ungefähr 20 Fachartikel in der Chemie und erwarb ca. 32 US-amerikanische und kanadische Patente, meist im Bereich der Agrarchemie oder der Anti-Krebs-Chemotherapie, bevor er 2004 in den Ruhestand ging.
In Ontario angekommen, wurde Brewer bald ein aktives Mitglied der Ontario Bird Banding Association (OBBA). Im Jahr 1973 erhielt er seine kanadische Master-Beringungsgenehming, mit der er 20 Jahre lang die Vogelberingung in der Mountainsberg Conservation Area leitete. Zu ihrer Blütezeit war dies die größte nicht-institutionelle Beringungsaktion in Kanada. Zeitweise hatte Brewer zwölf Mitarbeiter, die unter seiner Leitung und Aufsicht tätig waren. Er leitete auch für drei Jahre das Ausable Bird Observatory im Pinery Provincial Park. Brewer ist OBBA-Mitglied auf Lebenszeit und war von 1970 bis 1973 Herausgeber der Zeitschrift Ontario Bird Banding sowie von 1979 bis 1980 Präsident dieser Vereinigung. Er ist Autor von acht Artikeln im Journal Ontario Bird Banding. Er erhielt 2001 den Janette Dean Award von der Ontario Bird Banding Association, eine Auszeichnung, die jährlich für herausragende Beiträge zur Vogelberingung in Ontario verliehen wird. 2011 wurde er mit dem Distinguished Ornithologist Award der Ontario Field Ornithologists ausgezeichnet.
Brewer hat fast 100 Fachaufsätze, Buchkapitel, Artenberichte, Buchbesprechungen und Bücher verfasst. Von 1969 bis 1973 schrieb er 36 Beiträge für die Reihe Birds of the World von John Gooders. Für das Handbook of the Birds of the World (2005–2010) schrieb er die Kapitel zu den Zaunkönigen, den Vireos und den Kardinälen. 2001 veröffentlichte er das Buch Wrens, Dippers, and Thrashers. Ferner schrieb er das Werk Birds of Wellington County, Ontario (1977) und war Co-Autor bei Where to watch birds in Central America, Mexico and the Caribbean (mit Nigel Wheatly, 2002) sowie bei den vier Bänden von The Canadian Atlas of Bird Banding des Canadian Wildlife Service (2001–2010). 2018 erschien sein Buch Birds new to Science. Fifty Years of Avian Discoveries, in dem er alle neubeschriebenen Vogelarten der letzten 5 Jahrzehnte aufführt.
Brewer bereiste alle sieben Kontinente und leitete Vogelbeobachtungstouren nach Costa Rica, Panama und Trinidad. Nach seiner Pensionierung war er zuletzt als Reiseleiter und Dozent für Antarktisreisen tätig. Er unternahm auch Mehrfachreisen in einige Länder und Kontinente, darunter die Antarktis (25 Exkursionen), Ecuador (10), Costa Rica (6) und Peru (3).